# Geissorhiza outeniquensis
Geissorhiza outeniquensis är en irisväxtart som beskrevs av Peter Goldblatt. Geissorhiza outeniquensis ingår i släktet Geissorhiza och familjen irisväxter. Inga underarter finns listade i Catalogue of Life.